# Zaglossus hacketti
Zaglossus hacketti là một loài thú lông nhím mỏ dài đã tuyệt chủng ở Tây Úc có niên đại vào thế Pleistocen. Nó chỉ được biết đến từ một vài khúc xương. Nó dài khoảng 1 m và có lẽ nặng khoảng 30 kg. Điều này khiến nó là loài đơn huyệt lớn nhất từng được sống. Do thiếu vật liệu sọ, vị trí của Z. hacketti trong chi thú lông nhím mỏ dài hiện đại Zaglossus là không chắc chắn.

## Miêu tả
Dài khoảng 1m, cao 0,6m và nặng khoảng 30 kg, Z. hacketti là loài đơn huyệt lớn nhất từng tồn tại. Z. hacketti có đôi chân dài và thẳng hơn bất kỳ loài thú lông nhím hiện đại nào. Augee (2006) suy đoán rằng đặc điểm này làm cho loài vật này trở nên thành thạo hơn trong việc đi xuyên qua các khu rừng rậm rạp..

## Khám phá
Hóa thạch của Z. hacketti được phát hiện trong Hang Mammoth, Tây Úc. Vật liệu nghèo nàn, chủ yếu là đốt sống và xương chân, và vật liệu sọ hoàn toàn không có, khiến việc xếp Z. hacketti vào chi Zaglossus là không chắc chắn. Một số hóa thạch có vết rạch và vết cháy, cho thấy rằng Z. hacketti ít nhất là đôi khi bị con người săn bắt.
Nghệ thuật trên đá của thổ dân được tìm thấy ở Arnhem Land thuộc Lãnh thổ phía Bắc có thể đại diện cho Z. hacketti hoặc loài thú lông nhím mỏ dài Tây New Guinea còn sinh tồn (Zaglossus bruijni).